# McDonnell Douglas MD-80
McDonnell Douglas MD-80 serien er et tomotorers passagerfly produceret af det Boeing-ejede firma McDonnell Douglas. Flyet er en forlænget udgave af McDonnell Douglas DC-9.
Flyet fløj jomfruflyvning i 1979 og blev fremstillet frem til 1999 i en række varianter (MD-81, MD-82, MD-82T, MD-83, MD-87 og MD 88) og benyttes til kort- og mellemlange flyvninger. Afhængig af konfiguration har flyet plads til mellem 130 og 172 passagerer. Normalt har de en kapacitet på 140 pladser som rutefly, mens de har 156 pladser som lavprisfly.
Flyet blev første gang taget i brug 1980 af Swissair.
Flyet var hyppigt anvendt op gennem 1980'erne og 1990'erne, men bl.a. grundet flyets forholdsvis høje brændstofforbrug er de fleste MD-80'ere i dag udfaset. American Airlines og Delta Airlines anvender dog fortsat flyene.
Flyet blev videreudviklet til MD-90/Boeing 717, der blev fremstillet frem til 2006.

## Ulykker
Flyet har været involveret i 57 ulykker, hvori 1.176 personer er omkommet..
En af de mest alvorlige ulykker indtraf i 2008, da Spanair Flight JK 5022 forulykkede under start i Madrid. 160 personer omkom ved styrtet.